# Euphorbia despoliata
Euphorbia despoliata ist eine Pflanzenart aus der Gattung Wolfsmilch (Euphorbia) in der Familie der Wolfsmilchgewächse (Euphorbiaceae).

## Beschreibung
Die sukkulente Euphorbia despoliata wächst als reichlich verzweigter Strauch und erreicht eine Höhe von 40 Zentimeter. Die dicken und sukkulenten Triebe stehen in Wirteln und weisen viele horizontale Blattnarben auf. Die lanzettlichen Blätter stehen dicht beieinander in Rosetten an den Triebspitzen. Sie werden bis 7 Zentimeter lang und 1,5 Zentimeter breit. Sie sind glauk gefärbt und sitzend.
Die Blütenstände erscheinen endständig an den Trieben und bestehen aus Dolden mit zwei bis sieben Strahlen. Die eiförmigen Tragblätter werden etwa 3 Millimeter groß und die Cyathien sind klein. Es werden vier fast kreisrunde Nektardrüsen ausgebildet. Die stumpf gelappte Frucht wird 5 Millimeter lang und 6,5 Millimeter breit. Die Oberfläche ist rau. Der eiförmige Samen wird 3 Millimeter groß und besitzt eine glatte Oberfläche. Er besitzt ein Anhängsel.

## Verbreitung und Systematik
Euphorbia despoliata ist auf den Selvagem-Inseln verbreitet.
Euphorbia despoliata gehört zur Untersektion Macaronesicae der Untergattung Esula. Die Erstbeschreibung der Art 1969 als Euphorbia anachoreta durch Erik Ragnar Svensson ist ungültig nach Artikel 37.1 des ICBN. 1924 beschrieb Menezes die Art als Varietät zu Euphorbia obtusifolia. Dies war aber laut Artikel 11.3 des ICBN ein unkorrekter Name. Später folgten weitere Beschreibungen als Varietäten, die heute als Synonyme gelten (Euphorbia lamarckii var. despoliata (Menezes) Oudejans und Tirucallia virgata var. despoliata (Menezes) P.V.Heath). Weiterhin wird die Art häufig als Euphorbia desfoliata bezeichnet, was aber ebenfalls falsch ist. 1990 hat dann Théodore Monod die Art gültig beschrieben.